# Comuna Gherghești, Vaslui
Gherghești este o comună în județul Vaslui, Moldova, România, formată din satele Chetrosu, Corodești, Dragomănești, Drăxeni, Gherghești (reședința), Lazu, Lunca, Soci și Valea Lupului. Comuna se află la o distanță de aproximativ 40 km de orașul Bârlad.

## Demografie
Componența etnică a comunei Gherghești
     Români (83,98%)
     Alte etnii (16,02%)
Componența confesională a comunei Gherghești
     Ortodocși (82,82%)
     Alte religii (1,21%)
     Necunoscută (15,97%)
Conform recensământului efectuat în 2021, populația comunei Gherghești se ridică la 2.066 de locuitori, în scădere față de recensământul anterior din 2011, când fuseseră înregistrați 2.595 de locuitori. Majoritatea locuitorilor sunt români (83,98%). Din punct de vedere confesional, majoritatea locuitorilor sunt ortodocși (82,82%), iar pentru 15,97% nu se cunoaște apartenența confesională.

## Istorie
La sfârșitul secolului al XIX-lea, pe teritoriul actual al comunei, funcționau comunele Micești și Corodești (în plasa Tutova din județul cu același nume). Comuna Micești era alcătuită din satele Burlaci, Micești, Fundu-Văii, Gherghești, Valea Lupului și Mănoiu și avea o populație de 507 de locuitori. În comună funcționa o școală primară de băieți și două biserici, iar comuna Corodești era alcătuită din satele Corodești, Chetrosu, Drăxeni (Drăcșeni) și Rugăria, și avea o populație de 1901 de locuitori. În comună funcționa trei biserici și o școală primară de băieți.
Anuarul Socec din 1925 consemnează comunele în aceiași plasă. Comuna Micești avea o populație de 1453 de locuitori (în satele Gherghești, Burlaci, Valea Lupului, Micești, Dragomănești și Mănoiu), iar comuna Corodești – 1278 (în satele Corodești, Chetrosu, Drăxeni, Rategi și Rugăria). În 1931, pe teritoriul comunei Corodești apare și satul Lazu împreună cu satul Cotârlaci.
În anul 1950, comuna a fost transferată raionului Bârlad a regiunii Bârlad și după 1956 la regiunea Iași. În acest timp, reședința comunei Miclești s-a mutat în satul Gherghești, iar comuna a preluat numele satului de reședință. În anul 1964, satele Burlaci și Leonte Filipescu (alipit între timp), primesc numele de Dealul-Soci și Studinețul.
În anul 1968, comuna a fost transferată la județul Vaslui, în structura actuală. Tot atunci, comuna Corodești a fost desființată, iar satele ei au fost incluse în comuna Gherghești. De asemenea, satul Dealul-Soci a primit numele de Soci, iar satele Miclești, Mănoiu, Studinețul și Cotârlaci au fost desființate și contopite cu satele Gherghești, Lunca și Chetrosu.

## Politică și administrație
Comuna Gherghești este administrată de un primar și un consiliu local compus din 11 consilieri. Primarul, Nixon-Neculai Ibănescu[*], de la Partidul Social Democrat, este în funcție din 2012. Începând cu alegerile locale din 2024, consiliul local are următoarea componență pe partide politice:
|  | Partid                          | Consilieri | Componența Consiliului | Componența Consiliului | Componența Consiliului | Componența Consiliului | Componența Consiliului | Componența Consiliului |
|  | ------------------------------- | ---------- | ---------------------- | ---------------------- | ---------------------- | ---------------------- | ---------------------- | ---------------------- |
|  | Partidul Social Democrat        | 6          |                        |                        |                        |                        |                        |                        |
|  | Alianța pentru Unirea Românilor | 3          |                        |                        |                        |                        |                        |                        |
|  | Partidul Național Liberal       | 1          |                        |                        |                        |                        |                        |                        |
|  | Forța Dreptei                   | 1          |                        |                        |                        |                        |                        |                        |

## Economia comunei
Principalele îndeletniciri ale locuitorilor sunt agricultura și creșterea animalelor. De interes turistic și cultural deopotrivă, se poate menționa biserica de lemn din localitatea Corodești.
Există cinci unități de desfacere a produselor alimentare și o moară.

## Mijloace de transport
Există legătură directă cu orașul Bârlad cu autobuzul. Sunt 4 curse zilnice dintre/înspre oraș.

## Unități școlare
Există mai multe unități școlare atât în localitatea Gherghești cât și în alte localități din comună. În localitatea Gherghești unitățile școlare existente acoperă ciclul preșcolar, primar și gimnazial.